# Pseudohyadina longicornis
Pseudohyadina longicornis är en tvåvingeart som först beskrevs av Sturtevant och Wheeler 1954.  Pseudohyadina longicornis ingår i släktet Pseudohyadina och familjen vattenflugor. Inga underarter finns listade i Catalogue of Life.